# Ferdinand Čatloš
Ferdinand Čatloš (17. října 1895 Liptovský Peter – 16. října 1972 Martin) byl příslušníkem československých legií v Rusku v hodnosti velitele bataliónu, slovenský generál, Ministr národní obrany Slovenského státu, po ukončení druhé světové války úředník.

## Život

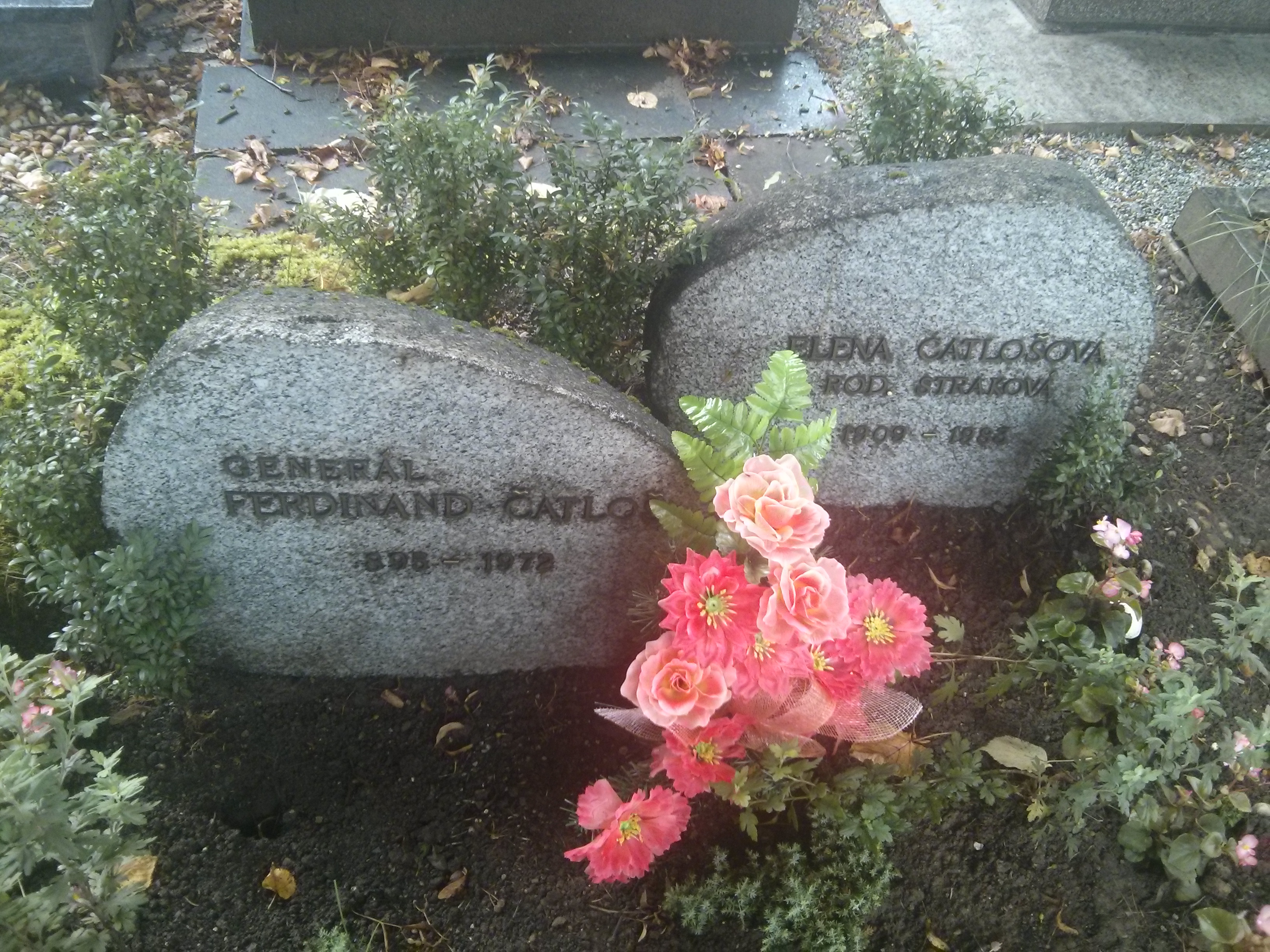
Čatlošův hrob na Národnom cintoríne v Martině

Po vzniku slovenského státu se stal ministrem národní obrany. V roce 1939 velel tažení slovenské armády proti Polsku. V roce 1941 připravoval armádu na boje proti SSSR, do kterých se Slovensko zapojilo v červnu 1941.
Roku 1941 se stal poslancem slovenského sněmu v rámci hromadné kooptace nových poslanců. Mandátu byl zbaven v říjnu 1944.
V roce 1944 vypracoval kontroverzní plán vojenského převratu na Slovensku a nastolení vojenské diktatury. V plánu se mimo jiné psalo: „…(Diktatúra) by zrušila vypovedanie vojny ZSSR a jeho spojencom, so súčasným vypovedaním vojny Maďarom, čo by ju razom urobilo veľmi populárnou.“  Právě díky jeho snaze bylo zabezpečeno 4. srpna 1944 letadlo, kterým odletěli kapitán Ferjenčík a Karol Šmidke do SSSR. Plán 23. srpna 1944 doručila delegace SNR do Moskvy. Při té příležitosti Čatloš usiloval o navázání spojení s politickými a vojenskými funkcionáři SSSR, stejně jako se slovenským odbojem. Jeho plány však Slovenská národná rada odmítla.
Po vypuknutí Slovenského národního povstání měl 29. srpna 1944 projev zaměřený proti SNP, ve kterém žádal aby vojenské posádky nekladly odpor německým vojskům, která obsazovala Slovensko. Dále též pomohl německým vojskům při odzbrojování bratislavské posádky a instruoval telefonicky Jána Šmigovského, aby zůstal v Nitře a nepřidával se stranu povstalců, posléze však sám odešel k povstalcům na střední Slovensko. Na rozkaz Jána Goliana byl zatčen a přepraven do Kyjeva a posléze do Moskvy. Národním soudem v Bratislavě byl po válce odsouzen na 5 let vězení. Od roku 1948 až do své smrti pracoval jako účetní a úředník. Zemřel v Martině v roce 1972.
V roce 1928 se v Bratislavě oženil s Elenou, rozenou Strakovou. Měli spolu jediné dítě, dceru Vieru (* 1931).

## Vyznamenání
- Železný kříž 1939, I. třídy, udělen 02.10.1939 (Nacistické Německo)
- Slovenský válečný vítězný kříž, I. třída, 1939 (Slovenský štát)
- Medaile Za hrdinství [7], I. stupeň, 1939 (Slovenský štát)
- Pamětní medaile Za obranu Slovenska v březnu 1939 [8],
- Záslužný řád Německého orla, I. třída, udělen v říjnu 1941 (Nacistické Německo)
- Řád rumunské koruny, I. třída s meči, 1942 (Rumunsko)
- Slovenský válečný vítězný kříž, II. třída, (Slovenský štát)
- Slovenský válečný vítězný kříž, III. třída, (Slovenský štát)
- Železný kříž 1939, II. třídy, (Nacistické Německo)
- Mezispojenecká medaile vítězství[9]
- Československá revoluční medaile
- Československý válečný kříž 1914–1918